# Коженювка (Мазовецьке воєводство)
Коженювка (пол. Korzeniówka) — село в Польщі, у гміні Тарчин Пясечинського повіту Мазовецького воєводства.
Населення — 115 осіб (2011).
У 1975-1998 роках село належало до Варшавського воєводства.

## Демографія
Демографічна структура станом на 31 березня 2011 року:
|          | Загалом | Допрацездатний вік | Працездатний вік | Постпрацездатний вік |
| -------- | ------- | ------------------ | ---------------- | -------------------- |
| Чоловіки | 59      | 12                 | 41               | 6                    |
| Жінки    | 56      | 8                  | 36               | 12                   |
| Разом    | 115     | 20                 | 77               | 18                   |